# Serra das Andorinhas
A Serra das Andorinhas, também chamada Serra dos Martírios, fica localizada no município de São Geraldo do Araguaia, ao longo do rio Araguaia, no sul do estado do Pará, no Brasil.
Habitada antigamente por povos que deixaram rastros de sua existência em pinturas e cerâmicas, a serra abriga um ecossistema dos mais ricos do Brasil em termos de diversidade biológica. Possui um total de 292 cavidades geológicas, entre elas 26 cavernas e 36 grutas.
O local, com uma área de 60 mil hectares, hoje ponto turístico e cenário de desafios radicais de aventura e da prática do alpinismo, ficou tristemente famoso na história recente do país, como local de despejo de dezenas de corpos de participantes da Guerrilha do Araguaia, ali enterrados ou cremados por agentes das forças armadas a serviço da ditadura militar brasileira, em 1974 e 1975.
A serra foi tombada em setembro de 1989 pela Secretaria de Estado da Cultura do Pará e passou a ser denominada Parque Estadual da Serra dos Martírios/Andorinhas e Área de Proteção Ambiental de São Geraldo do Araguaia. O Parque Estadual da Serra dos Martírios foi idealizado pelo engenheiro e historiador Manoel Rodrigues de Oliveira, o Manoel Grande .Este pesquisador buscou os mitos da Amazônia durante toda a sua vida. Ficou obcecado pela lenda bandeirante das Minas de Ouro dos Martírios, tanto fez que equacionou onde seria o real Roteiro dos Martírios, chegando à Serra das Andorinhas, que então renomeou como Serra dos Martírios.